# Yuki Nagahata
Yuki Nagahata (永畑 祐樹 Nagahata Yuki?, nacido el 2 de mayo de 1989 en Kagoshima) es un futbolista japonés que se desempeña como centrocampista.

## Trayectoria

### Clubes
| Club                | País  | Año         |
| ------------------- | ----- | ----------- |
| Shimizu S-Pulse     | Japón | 2008 - 2010 |
| Giravanz Kitakyushu | Japón | 2011 - 2012 |
| Kagoshima United FC | Japón | 2013 -      |

## Estadística de carrera

### J. League
| Club                | Año   | J. League | J. League | Copa J. League | Copa J. League | Total | Total |
| Club                | Año   | Part.     | Goles     | Part.          | Goles          | Part. | Goles |
| ------------------- | ----- | --------- | --------- | -------------- | -------------- | ----- | ----- |
| Shimizu S-Pulse     | 2008  | 0         | 0         | 0              | 0              | 0     | 0     |
| Shimizu S-Pulse     | 2009  | 0         | 0         | 0              | 0              | 0     | 0     |
| Shimizu S-Pulse     | 2010  | 0         | 0         | 0              | 0              | 0     | 0     |
| Giravanz Kitakyushu | 2011  | 2         | 0         | -              | -              | 2     | 0     |
| Giravanz Kitakyushu | 2012  | 1         | 0         | -              | -              | 1     | 0     |
| Kagoshima United FC | 2016  | 27        | 1         | -              | -              | 27    | 1     |
| Kagoshima United FC | 2017  | 29        | 5         | -              | -              | 29    | 5     |
| Total               | Total | 59        | 6         | 0              | 0              | 59    | 6     |